# Ramphotrigon
Ramphotrigon es un género de aves paseriformes perteneciente a la familia Tyrannidae que agrupa a cuatro especies nativas de la América tropical (Neotrópico), cuyas áreas de distribución se encuentran en el oeste de México y desde el noroeste de Venezuela hasta el noreste de Argentina. A sus miembros se les conoce por el nombre común de picoplanos o pico chatos.

## Etimología
El nombre genérico neutro «Ramphotrigon» se compone de las palabras del griego «ramphos» que significa ‘pico’, y «trigōnon» que significa ‘triángulo’.

## Características
Las aves de este género son tiránidos inconspicuos, habitantes del interior de las selvas húmedas, principalmente en la Amazonia. Excepción para la especie recientemente incorporada al género, Ramphotrigon flammulatum, que habita en bosques secos y semi-secos. Miden entre 13 y 16 cm de longitud y a pesar de sus picos bastante anchos, no están cercanamente emparentados con los otros picoplanos como Tolmomyias o Rhynchocyclus. Ostentan barras en las alas bastante marcantes. Construyen sus nidos en agujeros o cavidades en los árboles, bien diferente de los otros picoplanos.

## Taxonomía
La especie Ramphotrigon flammulatum era hasta recientemente colocada en un género monotípico Deltarhynchus, que diversos autores argumentaban estar próximo a Ramphotrigon. Este argumento fue soportado por estudios genético-moleculares publicados en 2008 y en 2020 que demostraron que la especie estaba embutida con otras especies del presente género, haciéndolo parafilético con respecto a Deltarhynchus. Con base en los resultados genéticos, la presente especie fue transferida para el género Ramphotrigon, mediante la Propuesta 2021-C-2 al Comité de Clasificación de Norte y Mesoamérica (N&MACC)..
Los amplios estudios genético-moleculares realizados por Tello et al. (2009) descubrieron una cantidad de relaciones novedosas dentro de la familia Tyrannidae que todavía no están reflejadas en la mayoría de las clasificaciones. Siguiendo estos estudios, Ohlson et al. (2013) propusieron dividir Tyrannidae en cinco familias. Según el ordenamiento propuesto, Rampothrigon permanece en Tyrannidae, en una subfamilia Tyranninae Vigors, 1825, junto a Legatus, Attila y a las tribus Myiarchini Hellmayr, 1927 y Tyrannini Vigors, 1825.

## Lista de especies
Según las clasificaciones del Congreso Ornitológico Internacional (IOC) y Clements Checklist/eBird, agrupa a las siguientes especies, con su respectivo nombre común de acuerdo con la Sociedad Española de Ornitología (SEO):
| Imagen | Nombre científico         | Autor            | Nombre común         | Estado de conservación | Distribución |
| ------ | ------------------------- | ---------------- | -------------------- | ---------------------- | ------------ |
|        | Ramphotrigon megacephalum | (Swainson, 1835) | picoplano cabezón    | LC                     |              |
|        | Ramphotrigon flammulatum  | (Lawrence, 1875) | copetón piquiplano   | LC                     |              |
|        | Ramphotrigon ruficauda    | (Spix, 1825)     | picoplano colirrufo  | LC                     |              |
|        | Ramphotrigon fuscicauda   | Chapman, 1925    | picoplano colioscuro | LC                     |              |